# Gräsgårds härad
Gräsgårds härad på Öland i Kalmar län. Häradet var beläget på öns sydligaste del i nuvarande Mörbylånga kommun. Tingsplats var Färjestaden, dock mellan 1745 och 1752 Fröbygårda i Vickleby socken. 

## Geografi
Häradet var beläget på öns södra udde från Kastlösa kyrka söder om Mörbylånga och hela vägen ner till Långe Jan och Ölands södra udde. Gräsgårds härad omfattade bl.a. södra Ölands odlingslandskap och Stora alvaret som idag finns med på Unescos lista över världsarv. 
Häradets areal uppgick till 232 km² och hade 1930 4 682 invånare.

## Socknar
Gräsgårds härad omfattade sju socknar.
I Mörbylånga kommun
- Gräsgård
- Kastlösa
- Segerstad
- Smedby
- Södra Möckleby
- Ventlinge
- Ås

## Län, fögderier, tingslag, domsagor och tingsrätter
Häradet hörde till Kalmar län. Församlingarna tillhör(de) från 1604 till 1915 till Kalmar stift, innan dess till Linköpings stift och därefter till Växjö stift.
Häradets socknar hörde till följande fögderier:
- 1720-1917 Ölands södra mots fögderi
- 1918-1966 Ölands fögderi
- 1967-1990 Borgholms fögderi

Häradets socknar tillhörde följande tingslag, domsagor och tingsrätter:
- 1680-1942 Ölands södra mots tingslag i Ölands domsaga
- 1943-1968 Ölands domsagas tingslag i Ölands domsaga
- 1969-1970 Möre och Ölands domsagas tingslag i Möre och Ölands domsaga

- 1971-1982 Möre och Ölands tingsrätt och domsaga
- 1983- Kalmar tingsrätt och domsaga